# أبو زكرياء الأول

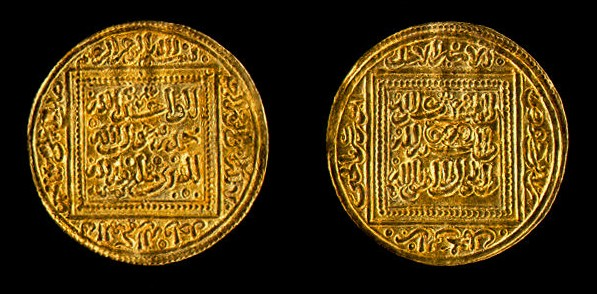
دينار حفصي ضرب بين عامي 625 هـ و647 هـ \ 1228 و1249 م في عهد السلطان الحفصي أبي زكريا يحيى بن حفص

أبو زكريا يحيى اللحياني الهنتاتي  أو أبو زكرياء يحيى أو أبو زكرياء يحيى الأول أو أبو زكرياء الأول (1203-1249 م) مؤسس الدولة الحفصية، وأول ملوكها من 1228 إلى 1249 م. بدأ حكمه وهو ذو سبع وعشرين سنة هجرية، ورغم سنه إلا أنه أظهر براعة تدل على ما يتمتع به من نضج سياسي مبكر، ومهارة إدارية فذة، وكان قد سبق له أن حكم في منطقة إشبيلية بالأندلس، ثم قابس.
اتخذ أبو زكريا من تونس عاصمة له وذلك بعد خروجه من بيعة أبي العلاء إدريس خليفة [وضح من هو المقصود ؟] بعد أن تبرأ الخليفة من الدعوة المهدوية. وبدأ يعمل على كسب محبة أهل تونس باتباع سياسة رشيدة، فأحسن معاملتهم، وخفف عنهم الضرائب، وعمل على تحسين أحوال البلاد، وراقب الولاة والعمال، واستعان بأهل الخبرة والكفاءة، وكرم الفقهاء والعلماء وقربهم إليه.

## توسيع مساحة ولايته
تحرك أبو زكريا لتوسيع نفوذه في المناطق المجاورة لدولته الفتية، فزحف بجيشه إلى قسطنطينة بالجزائر، فدخلها دون صعوبة وخرج أهلها لمبايعته في شعبان 626 هـ/1229 م، ثم اتجه إلى بجاية فسيطر عليها وتبعت له، وبذلك خرجت الولايتان من سلطان دولة الموحدين، وأصبحتا تابعتين لأبي زكريا. اتجه إلى المناطق الشرقية من ولايته فأدخل طرابلس وما جاورها تحت ملكه واستوثق من طاعة أهلها.
كان الموحدون مشغولين بالخلافات الداخلية والفتن الثورات التي كانت تقوم في الأندلس أو في بلاد المغرب ولذا فإن أبا زكريا لم يواجه مقاومة تذكر في ضم أراضي الموحدين.

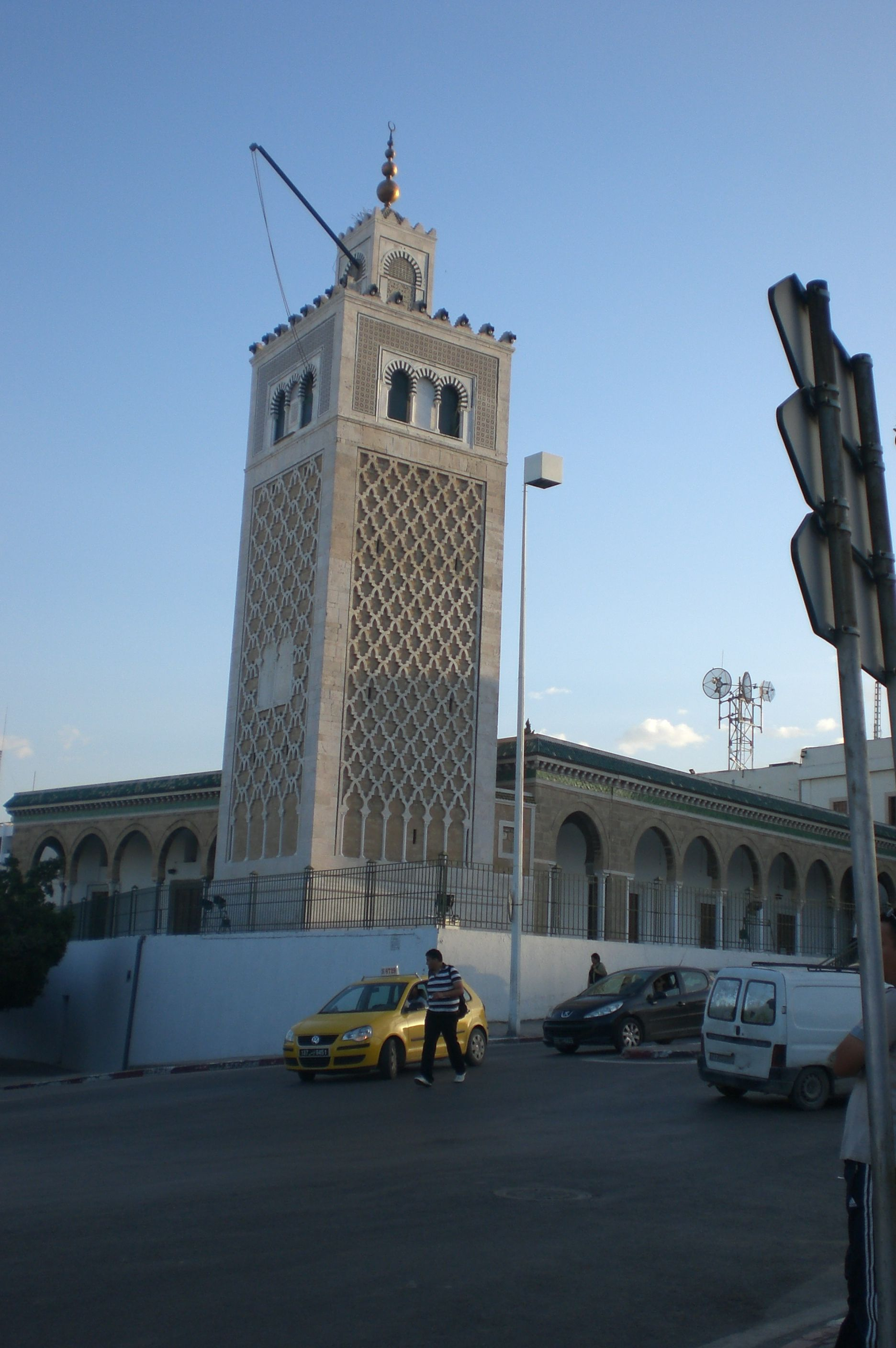
جامع أبي زكرياء يحي الحفصي بالقصبة ،تونس

## استقلال الدولة الحفصية
عاد أبو زكريا الحفصي إلى تونس بعد حملاته الناجحة، وأعلن استقلاله بالملك تماما، وانقطاع تبعيته للموحدين رسميا. بايع لنفسه بيعة عامة سنة 634 هـ/1236 م وضرب العملة باسمه، وأمر أن يخطب له باسمه على كل منابر بلاده، ثم بايع لابنه أبي يحيى وليا للعهد سنة 638 هـ/1246 م.
اتجه في شوال 639 هـ/1242 م إلى تلمسان بجيش ضخم قدره بعض المؤرخين بستين ألف مقاتل، فدخلها، وأجبر واليها يغمراسن على الدخول في طاعته، والخطبة باسمه، كما أدخل في طاعته القبائل العربية والبربرية في المناطق المحيطة.
كان لاتساع نفوذه وازدياد قوته أثرا بالغا في نفوس بني مرين في المغرب الأقصى، فقد هادنوه وعقدوا معه صلحا. أقيمت الخطبة باسمه في عدد كبير من بلاد الأندلس التي لم تسقط بعد من يد المسلمين، كبلنسية، وإشبيلية، وشريش، وغرناطة.

## علاقاته الخارجية
أصبحت الدولة الحفصية التي قام عليها مرهوبة الجانب، تسعى الدول الأوروبية إلى كسب ودها، خاصة التي تربطها بها مصالح اقتصادية وسياسية، فعقد مع البندقية، وبيزة، وجنوة معاهدات صداقة، وسلامة في الفترة ما بين سنتي (628هـ – 636هـ = 1231 -1239م)، وتضمنت هذه المعاهدات ضمان الأمن المتبادل للملاحة، ووضع لوائح للتبادل التجاري، ومنع فرض المسؤولية الجماعية بصورة آلية على النصارى ومصادرة تركاتهم، والاعتراف بقناصلهم.

## مساندة مسلمي الأندلس
تطلَّع المسلمون في الأندلس إلى السلطان الحفصي؛ لحمايتهم من ضربات النصارى الأسبان، فاستنجد به (زيان من مردنيش) أمير بلنسية، بعد أن تعرضت لحصار شديد من ملك أرجونة خايم الأول وبعث إليه سنة 635 هـ/1238 م بسفارة على رأسها وزيره ابن الأبار القضاعي الأديب الأندلسي، فألقى بين يديه قصيدة مبكية، يستصرخه، فيها لنصرة الأندلس وحماية الدين الإسلامي، وهذا مطلعها:
وقد تأثر أبو زكريا بهذه القصيدة، فبادر بتجهيز أسطول شحنه بالسلاح، والأقوات، والملابس؛ لإنجاد الثغر الأندلسي، وأقلعت على جناح السرعة من ثغر تونس متجهة إلى بلنسية.
يعتقد المؤرخين أنه لو قدر لهذه النجدة أن تصل إلى المحصورين، وأن تمدهم بالسلاح والأقوات، لكان من الممكن أن تثبت أقدام الشعب المحاصر وتطول مقاومته، لكن هذه النجدة ما كادت تقترب من مياه الثغر المحاصر حتى طاردتها السفن الأرجونية، ومنعتها من دخول الميناء؛ فاضطرت هذه السفن أن تفرغ شحنتها في [دانية (إسبانيا)|دانية]] وتعود أدراجها إلى تونس، ثم ما لبثت المدينة المحاصرة أن استسلمت في (17 صفر 636هـ = 29 سبتمبر 1238م).

## ازدهار الدولة الحفصية
كان لأبي زكريا عناية بشؤون الاقتصاد بتدبير المال، فامتلأت خزانة الدولة بالأموال حتى إنه ترك 17 مليون دينار عند وفاته للدولة.
وقد استقبلت دولته مسلمي الأندلس الفارين من غزو النصارى، وكان من بينهم مهندسون وحرفيون، يحملون عناصر حضارة راقية، فنقلوا إلى الدولة الحفصية مكونات حضارتهم وثقافتهم، كما تولى بعض الأندلسيين المناصب القيادية في الدولة، مثل ابن الأبار القضاعي الذي تولى الكتابة لأبي زكريا الحفصي.
أدى استقرار الدولة وزيادة مواردها المالية إلى العناية بالشؤون الداخلية، فأنشأ أبو زكريا جامع القصبة وصومعته الجميلة في تونس، ونقش عليها اسمه، وأذن فيها بنفسه ليلة تمامها في (غرة رمضان 630هـ = 11 يونيو 1223م)، وبنى مدارس كثيرة، وأنشأ سوق العطارين، وأنشأ مكتبة قصر القصبة التي ضمت 36 ألف مجلد.

## وفاة أبي زكريا
يصنف المؤرخون أبا زكريا بأنه كان من أبرز رجال القرن السابع الهجري، فقد أنشأ دولة قوية، ونشر الأمن في ربوعها، وقضى على حالة الاضطراب والفتن المزمنة التي لازمت تونس خاصة والمغرب العربي وسواحل المتوسط بشكل عام، وتوالى على حكمها أبناؤه وأحفاده أكثر من ثلاثة قرون، وظل أبو زكريا على شؤون الدولة متوفرا عليها حتى توفي في 25 جمادى الآخرة 647هـ/5 أكتوبر 1249 م.